# Mirage I
Die Mirage I war ein Kreuzfahrtschiff, das im Jahr 1973 unter dem Namen Bolero in Frankreich für die Reederei Fred. Olsen & Co gebaut wurde. Es handelte sich um eines von drei Schwesterschiffen.

## Geschichte
Das Schiff wurde unter der Baunummer 133a auf der Werft Dubigeon Normandie in Nantes gebaut. Die Kiellegung erfolgte im November 1971, die Fertigstellung im Februar 1973. Das von Fearnley & Eger in Oslo bestellte Schiff war ursprünglich als Fähre für den Verkehr zwischen Södertälje und Travemünde vorgesehen. Während des Baus übernahm Lion Ferry das Schiff, verkaufte es aber noch vor der Fertigstellung weiter. Nach der Ablieferung im Februar 1973 verkehrte das Schiff zunächst einige Wochen in Charter der Prinzenline zwischen Bremerhaven bzw. Hamburg und Harwich. Anschließend wurde es für Kreuzfahrten in Nordamerika eingesetzt.
Von Oktober 1976 bis März 1078 verkehrte das Schiff in Charter der Det Bergenske Dampskibsselskab zwischen den norwegischen Häfen Bergen, Stavanger und Kristiansand und Newcastle upon Tyne im Vereinigten Königreich. 1978 charterte die schwedische Stena Line das Schiff und setzte es als Scandinavia in erster Linie auf der Fährverbindung zwischen Kiel und Göteborg ein. Nach dem Auslaufen der Charter im September 1981 wurde das Schiff auf verschiedenen Fährverbindungen unter anderem zwischen Norwegen und Dänemark, Norwegen und dem Vereinigten Königreich und 1985 auch einige Monate zwischen Schweden und Finnland eingesetzt. Ab Anfang 1990 verkehrte das Schiff nun als Jupiter in Charter von Color Line zwischen Kristiansand und Hirtshals, einer Fährverbindung, auf der das Schiff auch zuvor schon eingesetzt worden war, sowie zeitweise auch zwischen Oslo und Hirtshals. 1994 fuhr das Schiff einige Monate für die Viking Line zwischen Kapellskär, Mariehamn und Naantali.
Ab Dezember 1994 fuhr das Schiff in Charter der Linea Crucero Express zwischen Cartagena und Cristóbal. Nachdem Linea Crucero Express den Chartervertrag im September 1996 gekündigt hatte, wurde das Schiff kurzzeitig in Saint Petersburg im US-amerikanischen Bundesstaat Florida aufgelegt, bevor es als Seminole Empress eine Charter bei Emerald Empress Holding antrat. Emerald Empress Holding musste das Schiff infolge finanzieller Probleme bereits Anfang 1998 an Color Line zurückgeben. Das Schiff wurde schließlich in Fredericia aufgelegt.
1999 wurde das Schiff nach Israel verkauft und ab dem Jahr 2000 von Magic Cruise Lines für Kreuzfahrten im östlichen Mittelmeer ab Haifa eingesetzt.
Im Jahr 2003 charterte das US-amerikanische Unternehmen Ocean Club Cruises das Schiff und setzte es als Mirage für Kurzkreuzfahrten über zwei oder drei Nächte ab Port Canaveral ein. Die Fahrten mit zwei Nächten gingen nach Grand Bahama und die Fahrten über drei Nächte nach Key West und ebenfalls Grand Bahama. Nach dem Bankrott der Reederei wurde das Schiff Anfang 2004 in Cape Canaveral aufgelegt und später versteigert. Von 2005 bis 2009 wurde das nun in Mirage I umbenannte Schiff von Caspi Cruises und von 2010 bis 2011 von Yannay Cruises eingesetzt. Nachdem auch diese Reederei in Konkurs gegangen war, wurde das Schiff erneut aufgelegt und schließlich im März 2012 nach Aliağa zur Verschrottung überführt.